# Céspedes (Villarcayo de Merindad de Castilla la Vieja)
Céspedes es una localidad del municipio de Villarcayo de Merindad de Castilla la Vieja, en la provincia de Burgos, perteneciente a la comarca de Las Merindades, y al partido judicial de Villarcayo.
La iglesia está dedicada a san Martín obispo.

## Localidades limítrofes
Confina con las siguientes localidades:
- Al norte con Barriosuso.
- Al este con Santurde.
- Al sureste con Miñón y Medina de Pomar.
- Al sur con Villanueva la Lastra.
- Al oeste con Bocos.
- Al noroeste con Fresnedo.

## Demografía
Evolución de la población
| Gráfica de evolución demográfica de Céspedes entre 2000 y 2017     |
|                                                                    |
| Población de derecho (2000-2017) según el padrón municipal del INE |

## Historia
Así se describe a Céspedes en el tomo VI del Diccionario geográfico-estadístico-histórico de España y sus posesiones de Ultramar, obra impulsada por Pascual Madoz a mediados del siglo XIX:

Lugar en la provincia, diócesis, audiencia territorial y capitanía general de Burgos (15 leguas), partido judicial de Villarcayo (1); forma ayuntamiento con las 14 aldeas de Medina de Pomar, y para su gobierno interior nombran un alcalde pedáneo, otro suplente y un fiel de fechos. Situado en una pequeña llanura, con buena ventilación y clima sano, siendo las enfermedades más comunes algunas fiebres catarrales. Tiene 26 casas; una fuente abundante para el surtido del vecindario, y una iglesia parroquial dedicada a San Martín. Confina el término N Barrio-Suso; E Miñón; S Santurde, y O Bocos. El terreno es arcilloso y arenoso, de segunda, tercera y cuarta calidad; los caminos son vecinales, y la correspondencia se recibe de Medina de Pomar. Producciones: trigo, cebada, centeno, yeros, habas, avena y titos; ganado lanar y cabrío; y caza de perdices y codornices. Población: 2 vecinos, 8 almas. Capital productivo: 328.700 reales. Imponible: 31.119 reales.
Diccionario geográfico-estadístico-histórico de España y sus posesiones de Ultramar